# Кридънс Клиъруотър Ривайвал
„Крийдънс Клиъруотър Ривайвъл“ (на английски: Creedence Clearwater Revival) е американска рок група, която достига голяма популярност по време на своето съществуване през 1967 – 1972 година. Основана е в Ел Серито край Сан Франсиско от Джон Фогърти (вокали, китара), Том Фогърти (китара), Стю Кук (бас китара) и Дъг Клифърд (ударни), които работят заедно още от 1959 година, първо под името „Блу Велветс“, а след това като „Голиуогс“. Музикалният им стил включва рутс рок, суамп рок и блус рок. Въпреки произхода си от Района на заливана Сан Франциско, те свирят садърн рок с текстове за баю, сомове, река Мисисипи и други популярни символи на Южните щати, както и на актуални политически и обществени теми като противопоставянето на Виетнамската война. Групата участва в известния фестивал „Удсток“ през 1969 година.
Групата се разпада в края на 1972 г. след четири години на големи успехи в класациите. Том Фогърти напуска официално още предишната година, а Джон е в конфликт с останалите членове по въпроси на търговския и артистичен контрол, които впоследствие довеждат до съдебни дела между бившите участници в групата. Продължителните спорове на Фогърти със звукозаписната компания „Фентъзи Рекърдс“ и нейния собственик Сол Зенц също водят до дълги съдебни процеси. Джон Фогърти дори отказва да свири с другите двама живи членове на групата при нейното включване в Залата на славата на рокендрола през 1993 година.
Десетилетия след разпадането на групата музиката на „Крийдънс Клиъруотър Ривайвъл“ пръдължава да се излъчва редовно по американските радиостанции, а продадените им албуми са 26 милиона само в Съединените щати. Списание „Ролинг Стоун“ ги поставя на 82-ро място в своята класация на стоте най-добри изпълнители.

## История

### „Блу Велветс“ и „Голиуогс“
Джон Фогърти, Дъг Клифърд и Стю Кук се запознават в основното училище „Портола“ в Ел Серито. Под името „Блу Велветс“ тримата започват да свирят инструментали и популярни песни, както и да акомпанират на по-големия брат на Фогърти Том при концертни изпълнения и студийни записи. Не след дълго Том се присъединява към групата и през 1964 година те сключват договор с „Фентъзи Рекърдс“, независим джаз лейбъл от Сан Франсиско, който е издал националния хит „Cast Your Fate To The Wind“ на джаз пианиста Винс Гаралди. Съсобственикът на „Фентъзи Рекърдс“ преименува на групата на „Голиуогс“ по името на детски литературен герой.
По това време функциите и инструментите на членовете на групата се променят често. Стю Кук преминава от пиано на бас китара, а Том Фогърти – от водещи вокали на ритъм китара, а Джон Фогърти става водещият вокалист и основен автор на песни на групата. По думите на Том Фогърти: „Аз можех да пея, но Джон имаше саунд!“.
През 1966 година Джон Фогърти и Дъг Клифърд отиват на военна служба в резервни части – Фогърти в сухопътните сили, а Клифърд в бреговата охрана. След това Фогърти постепенно поема ръководството на групата като водещ вокалист и мултиинструменталист, свирещ на клавишни, хармоника и саксофон в допълнение на водещата китара. Към 1967 година той вече и продуцира записите на групата.

### Първи успехи
През 1967 година Сол Зенц купува „Фентъзи Рекърдс“ и предлага на групата да запише пълен албум. Участниците от самото начало не харесват името „Голиуогс“ и от януари 1968 година отново се преименуват на „Кридънс Клиъруотър Ривайвал“. Според интервюта с членове на групата двадесет години по-късно, частите на това име идват от три източника – името на приятел на Том Фогърти, Кредънс Нюбол, чието име те изменят в съзвучие с думата creed („вяра“); телевизионна реклама на пивоварна, споменаваща clear water („бистра вода“); и намерението им да възстановят групата (revival означава „възобновяване“). Други отхвърлени варианти за име са „Мъди Рабит“, „Госамър Уъмп“ и „Кридънс Нюбол енд дъ Ръби“. Стю Кук описва новото име като „по-причудливо от „Бъфало Спрингфийлд“ или „Джеферсън Еърплейн“.

## Дискография
- „Creedence Clearwater Revival“ (1968)
- „Bayou Country“ (1969)
- „Green River“ (1969)
- „Willy and the Poor Boys“ (1969)
- „Cosmo's Factory“ (1970)
- „Pendulum“ (1970)
- „Mardi Gras“ (1972)